# Lyctoderma ambiguum
Lyctoderma ambiguum är en skalbaggsart som beskrevs av Pierre Lesne 1936. Lyctoderma ambiguum ingår i släktet Lyctoderma och familjen kapuschongbaggar. Inga underarter finns listade i Catalogue of Life.